# Cecil Jones Attuquayefio
Cecil Jones Attuquayefio (Accra, 18 ottobre 1944 – Accra, 12 maggio 2015) è stato un allenatore di calcio e calciatore ghanese, di ruolo attaccante.

## Carriera

### Giocatore
Ha giocato dal 1965 al 1974 per la Nazionale ghanese.

### Allenatore
Ha cominciato la propria carriera da allenatore nel 1974, alla guida del Great Olympics, squadra in cui ha militato da giocatore per 11 anni. Nel 1988 ha firmato un contratto con l'Okwawu Utd. Nel 1989 è diventato tecnico dello Stade d'Abidjan. Dal 1990 al 1995 ha guidato l'Ashanti Gold. Nel 1998 ha allenato la Nazionale Under-17 ghanese. Dal 2000 al 2001 ha allenato la Nazionale maggiore ghanese. Nel 2002 è stato nominato allenatore del Liberty Prof.. Nel 2003 è diventato commissario tecnico della Nazionale beninese.

## Palmarès

### Club

#### Competizioni nazionali
- Coppa del Ghana: 2

Real Republicans: 1963-1964, 1965

### Allenatore

#### Competizioni nazionali
- Campionato ghanese: 4

Hearts of Oak: 1998-1999, 1999, 2000, 2001
- Coppa del Ghana: 2

Hearts of Oak: 1999, 2000

#### Competizioni internazionali
- CAF Champions League: 1

Hearts of Oak: 2000
- Supercoppa CAF: 1

Hearts of Oak: 2001